# Gregory Hoblit
Gregory King Hoblit (n. 27 noiembrie 1944, Abilene, Texas, SUA) este un regizor de film american, regizor de televiziune și producător de televiziune. Este cunoscut mai ales pentru regia filmelor Primal Fear, Fallen, Frequency, Hart's War și Fracture. A câștigat nouă premii Emmy Primetime pentru regia și producerea serialelor Hill Street Blues, NYPD Blue, LA Law, Hooperman și filmul de televiziune Roe vs. Wade.
Hoblit s-a născut în Abilene, Texas, ca fiul Elizabetei Hubbard King și al lui Harold Foster Hoblit, agent FBI. O mare parte din munca lui Hoblit este orientată spre poliție, avocați și cazuri legale.
Hoblit a regizat și a produs pilotul și seria unor aclamate seriale de televiziune precum NYPD Blue, LA Law și Hill Street Blues. De asemenea, a scris un episod Hill Street Blues. Hoblit a primit premii Primetime Emmy  pentru regia episoadelor pilot din Hooperman și LA Law.

## Filmografie
| An        | Titlu                                     | Regizor | Producător | Scenarist | Note                                   |
| --------- | ----------------------------------------- | ------- | ---------- | --------- | -------------------------------------- |
| 1974      | Goodnight Jackie                          |         | Da         |           |                                        |
| 1978      | Loose Change                              |         | Da         |           | Produs pentru televiziune              |
| 1978      | Dr. Strange                               |         | Da         |           | Produs pentru televiziune              |
| 1978      | What Really Happened to the Class of '65? |         |            | Da        | Serial de televiziune (1 episod)       |
| 1979      | Paris                                     |         | Da         |           | Serial de televiziune                  |
| 1979      | Vampiro                                   |         | Da         |           | Produs pentru televiziune              |
| 1981      | Every Stray Dog and Kid                   |         | Da         |           | Produs pentru televiziune              |
| 1981–1985 | Hill Street Blues                         | Da      | Da         | Da        | Serial de televiziune (45 de episoade) |
| 1983      | Bay City Blues                            | Da      | Da         |           | Serial de televiziune (1 episod)       |
| 1986–1988 | L.A. Law                                  | Da      | Da         |           | Serial de televiziune (35 de episoade) |
| 1987      | Hooperman                                 | Da      |            |           | Serial de televiziune (2 episoade)     |
| 1989      | Roe vs. Wade                              | Da      | Da         |           | Produs pentru televiziune              |
| 1990      | Equal Justice                             | Da      |            |           | Serial de televiziune (1 episod)       |
| 1990      | Cop Rock                                  | Da      |            |           | Serial de televiziune (2 episoade)     |
| 1993      | Class of '61                              | Da      |            |           | Produs pentru televiziune              |
| 1993–1994 | NYPD Blue                                 | Da      | Da         |           | Serial de televiziune (9 episoade)     |
| 1996      | Primal Fear                               | Da      |            |           |                                        |
| 1998      | Fallen                                    | Da      |            |           |                                        |
| 2000      | Frequency                                 | Da      | Da         |           |                                        |
| 2002      | Hart's War                                | Da      | Da         |           |                                        |
| 2004      | NYPD 2069                                 | Da      | Da         |           | Serial de televiziune (1 episod)       |
| 2007      | Fracture                                  | Da      |            |           |                                        |
| 2008      | Untraceable                               | Da      |            |           |                                        |
| 2009      | Solving Charlie                           | Da      |            |           | Serial de televiziune (1 episod)       |
| 2013      | Monday Mornings                           | Da      |            |           | Serial de televiziune (1 episod)       |
| 2014      | The Americans                             | Da      |            |           | Serial de televiziune (1 episod)       |
| 2015      | The Strain                                | Da      |            |           | Serial de televiziune (1 episod)       |